# ذا إلكتريك كومباني
ذا إلكتريك كومباني (بالإنجليزية: The Electric Company)، هي برنامج تلفزيوني أمريكي، موجهة لتعليم اللغة الإنجليزية للأطفال، عرضت في التلفزيون الأمريكي بتاريخ 25 أكتوبر 1971، وتم عرض الحلقة الأخيرة بتاريخ 15 أبريل 1977، حيث تتكون من 6 مواسم و780 حلقة.